# Peperomia quadrangularis
Peperomia quadrangularis là một loài thực vật có hoa trong họ Hồ tiêu. Loài này được (J.V.Thomps.) A.Dietr. miêu tả khoa học đầu tiên năm 1831.